# Grzybów (Łódź)
Pour les articles homonymes, voir Grzybów.
Grzybów est une localité polonaise de la gmina de Szadek, située dans le powiat de Zduńska Wola en voïvodie de Łódź.